# امبالامانکانا
امبالامانکانا (به لاتین: Ambalamanakana) یک سکونتگاه مسکونی در ماداگاسکار است که در آمورونئی مانیا واقع شده‌است.

## خصوصیات
امبالامانکانا ۶٬۰۰۰ نفر جمعیت دارد و ۱٬۶۳۰ متر بالاتر از سطح دریا واقع شده‌است.